# Denton Glacier
Denton Glacier är en glaciär i Antarktis. Den ligger i Östantarktis. Nya Zeeland gör anspråk på området. Denton Glacier ligger 1 105 meter över havet.
Terrängen runt Denton Glacier är bergig åt nordväst, men åt sydost är den kuperad. Terrängen runt Denton Glacier sluttar norrut. Trakten är obefolkad. Det finns inga samhällen i närheten.